# Charing
Charing es una parroquia civil y un pueblo del distrito de Ashford, en el condado de Kent (Inglaterra).

## Geografía
Según la Oficina Nacional de Estadística británica, Charing tiene una superficie de 24,89 km².

## Demografía
Según el censo de 2001, Charing tenía 2694 habitantes (47,96% varones, 52,04% mujeres) y una densidad de población de 108,24 hab/km². El 16,22% eran menores de 16 años, el 70,79% tenían entre 16 y 74 y el 12,99% eran mayores de 74. La media de edad era de 45,41 años. Del total de habitantes con 16 o más años, el 20,51% estaban solteros, el 59,24% casados y el 20,25% divorciados o viudos.
El 95,66% de los habitantes eran originarios del Reino Unido. El resto de países europeos englobaban al 1,67% de la población, mientras que el 2,67% había nacido en cualquier otro lugar. Según su grupo étnico, el 98,15% eran blancos, el 0,85% mestizos, el 0,22% asiáticos, el 0,3% negros, el 0,11% chinos y el 0,26% de cualquier otro. El cristianismo era profesado por el 77,07%, el budismo por el 0,22%, el judaísmo por el 0,19%, el islam por el 0,37%, el sijismo por el 0,11% y cualquier otra religión, salvo el hinduismo, por el 0,26%. El 13,17% no eran religiosos y el 8,61% no marcaron ninguna opción en el censo.
1181 habitantes eran económicamente activos, 1143 de ellos (96,78%) empleados y 38 (3,22%) desempleados. Había 1181 hogares con residentes, 39 vacíos y 5 eran alojamientos vacacionales o segundas residencias.